# لکهانی، پنجاب
لکهانی (به انگلیسی: Lakhani) یک روستا در پاکستان است که در ناحیه دیره غازی خان واقع شده‌است. لکهانی ۱۸۱ متر بالاتر از سطح دریا واقع شده‌است.